# Nectophryne batesii
Nectophryne batesii es una especie de anfibios de la familia Bufonidae.
Habita en Camerún, República Democrática del Congo, República Centroafricana, Gabón y, posiblemente, Guinea Ecuatorial y Nigeria.
Su hábitat natural son los bosques secos tropicales a baja altitud.
Está amenazada de extinción.